# アドバンテック
株式会社アドバンテックは、半導体製造装置の部品などを製造・販売する企業である。

## 概要
1995年に愛媛県西条市で設立された。当初は半導体製造装置の真空部品供給をメインとする商社的色彩の強い企業としてスタートした。製造については協力工場に製造工程の大半を委託していたが、1997年にはクリーンルームなどを備えた自社工場を整備し協力会社との分業生産体制を整えている。
この他、太陽光発電設備の設置から運営まで一貫管理を行っており、グループで全国に63箇所、総発電容量は167MWの太陽光発電施設を所有し運営している。

## 事業所
- 東京本社 - 東京都千代田区丸の内1-8-3　丸の内トラストタワー本館25F
- サステナブル事業部 - 東京都千代田区丸の内1-8-3 丸の内トラストタワー本館4F
- 愛媛本社　-　愛媛県西条市港293-1
- 横浜支社 - 神奈川県横浜市西区みなとみらい2-3-5　クイーンズタワーC 8F
- 東北営業所 - 宮城県仙台市宮城野区萩野町3-2-15
- 山梨営業所 - 山梨県韮崎市旭町上條南割482-11
- 大阪営業所 - 大阪府大阪市北区堂島1-6-20 堂島アバンザ4F
- 九州営業所 - 福岡県福岡市早良区百道浜3-8-33 福岡システムLSI総合開発センター 708
- 長崎工場 - 長崎県大村市雄ヶ原町147-40
- 長野試作センター - 長野県上伊那郡飯島町飯島120-77

## 沿革
- 1995年
  - 5月 - 「株式会社アドバンテック」設立。
  - 7月 - 愛媛県西条市港に事務所開設。
  - 8月 - 愛媛県西条市港に仮工場を設置し製造部を新設。
- 1996年8月 - 愛媛県西条市港に新社屋･工場を建設。
- 1997年4月 - クリーンルーム及び製造設備を増強設。
- 1999年
  - 2月 - 東京営業所を開設。
  - 8月 - 大阪営業所を開設。
- 2001年10月 - 本社事務所･第二工場（クリーンルーム）完成。
- 2003年2月 - 九州営業所を開設。
- 2004年
  - 4月 - 本社工場増設完成。
  - 12月 - 東京営業所を支社に改組。横浜市に移転。
- 2005年
  - 2月 - 山梨サービスセンター（現:山梨営業所）を開設。
  - 6月 - 中国（蘇州）に現地法人を設立。
- 2007年
  - 4月 - 本社新社屋が完成。
  - 8月 - 長野試作センターを開設。
  - 11月 - 東京支社を横浜支社に名称変更。
- 2010年12月　- シンガポールに現地法人を設立。
- 2011年
  - 5月 - 中国新工場稼動。東京営業所を開設。
  - 6月 - 韓国に現地法人を設立。
  - 11月 - 東北営業所を開設。
- 2012年6月 - 台湾の半導体関連会社をグループ化。
- 2013年
  - 5月 - インドに現地法人を設立。
  - 10月 - アメリカの半導体卸売事業社を子会社化。
- 2014年5月 - 東京営業所を東京本社として移転登記。
- 2015年10月 - タイに現地法人を設立。
- 2016年8月 - フィリピンにシンガポール子会社の出張所を開設。
- 2018年
  - 1月 - ドイツに現地法人設立。
  - 9月 - 子会社の東京インフラ・エネルギー投資法人が東京証券取引所インフラファンド市場に上場[4]。
- 2020年6月 - 株式会社糸プロジェクト設立。
- 2021年9月 - ひうち工場稼働。

## グループ会社
- 株式会社糸プロジェクト（産直市・カフェ・飲食店運営）
- 株式会社クールトラスト（再生可能エネルギー発電事業、ファンド事業など）
  - 株式会社クールトレード（インフラ設備等売買事業など）
  - 株式会社クールアドバイザー（再生可能エネルギー発電所投資等に関する投資顧問事業など）
- 東京インフラホールディングス株式会社（有価証券投資事業、グループ統括管理事業）
  - 東京インフラアセットマネジメント株式会社（上場ファンド運営事業など）
  - 東京インフラエナジー株式会社（再生可能エネルギー発電所の開発・各種コンサルティング等）
- ジェイバリュ信託株式会社（運用型信託会社）
- 東京インフラ・エネルギー・投資法人
- ADVANTIV TECHNOLOGIES,INC.
- ADVANTIV TECHNOLOGIES EUROPE GmbH
- SINGAPORE ADVANTEC PTE. Ltd.
- ADVANTEC HOLDING PTE. Ltd.
- 台媛科技有限公司
- THAI ADVANTEC Co.,Ltd.
- ADVANTEC MATERIALS INDIA PTE.Ltd.
- ADVANTEC KOREA Co.,Ltd.